# Гордон-Камминг, Констанс
Констанс Гордон-Камминг (англ. Constance Gordon-Cumming, полное имя Constance Frederica Gordon-Cumming; 1837—1924) — шотландская путешественница, писательница и художница.

## Биография
Родилась 26 мая 1837 года в Шотландии в городе Форрес округа Мори и была 12-м ребёнком в богатой семье сэра Уильяма Гордона Гордон-Камминга, 2-го баронета и его жены — Элизы Марии Гордон-Камминг. Её дедушка — Александр Пенроуз Гордон-Камминг, 1-й баронет — был шотландским политиком, членом парламента.
Имеется мало сведений о раннем образовании Констанс, но известно, что у неё были бы частные домашние репетиторы. Её мать интересовалась геологией и была знакома с работами Родерика Мерчисона. Швейцарская горничная Шери научила её французскому языку. После смерти матери Констанс уехала жить к своей тете в Нортамберленд.

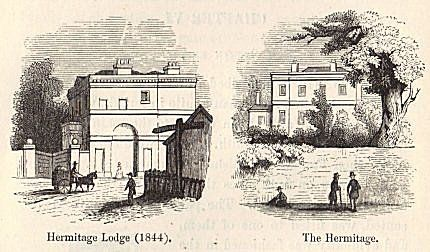
Hermitage Lodge

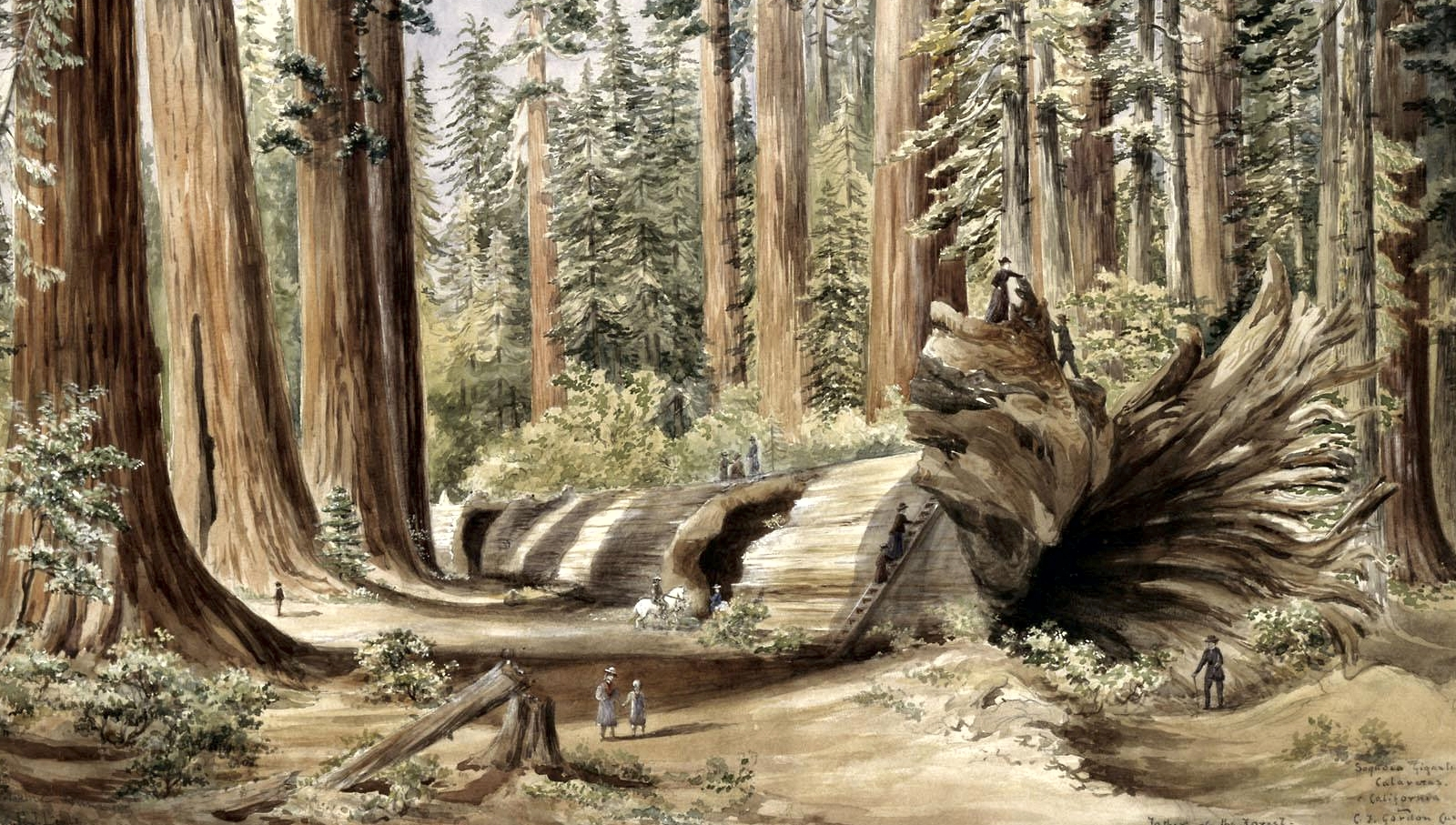
Одна из акварелей Гордон-Камминг

Она посещала Hermitage Lodge в Фулеме и оставила его в 1853 году. Так как среди родственников Констанс было много охотников и путешественников, она тоже стала путешествовать. В 1866 году она посетила озеро Лох-Несс, где за её неизлечимо больным братом Роэлином ухаживала другая сестра. В 1868 году она вместе со своим сводным братом Фредериком отправилась в живописное путешествие на Западные острова. Она сама научилась рисовать, и ей помогали художники, посещавшие их дом, в том числе сэр Эдвин Ландсир.
Констанс Гордон-Камминг была плодовитой писательницей-путешественницей и художницей-пейзажисткой, которая пребывала в основном в Азии и Тихоокеанском регионе, посетив Индию, Австралию, Новую Зеландию, Америку, Китай и Японию. Она создала более тысячи акварелей и работала под девизом: «ни дня без хотя бы одного тщательно раскрашенного эскиза». У неё было несколько опасных приключений: однажды её путешествие быстро окончилось, когда в 1880 году корабль «Монтана» наткнулся на скалы близ Холихеда. В то время как большинство пассажиров сели в спасательную шлюпку, она осталась вместе с капитаном, чтобы сохранить свои картины, и была спасена много часов спустя. Констанс стала жить в городе Крифф со своей овдовевшей сестрой Элеонорой и продолжила писать книги. Замужем она не была.
Живописные работы Гордон-Камминг находятся во многих музеях, включая Художественный музей Гонолулу, Оклендский музей Калифорнии и Йосемитский музей.
Умерла 4 сентября 1924 года в городе Крифф, где и была похоронена в Mausoleum at Ochtertyre.